# Prvenstvo ZNP 1929-1930
Il Prvenstvo Zagrebačkog nogometnog podsaveza 1929./30. (it. "Campionato della sottofederazione calcistica di Zagabria 1929-30") fu la undicesima edizione del campionato organizzato dalla Zagrebački nogometni podsavez (ZNP), la diciassettesima in totale, contando anche le 4 edizioni del Prvenstvo grada Zagreba (1918-1919) e le 2 del campionato del Regno di Croazia e Slavonia (1912-1914, composto esclusivamente da squadre di Zagabria).
Il torneo, chiamato 1/A razred, fu vinto dal HAŠK Zagabria, al suo quinto titolo nella ZNP, il settimo in totale.
Il campionato era diviso era diviso fra le squadre di Zagabria città (divise in 4 divisioni chiamate razred) e quelle della provincia (divise in varie parrocchie, župe). La vincitrice della 1. razred veniva ammessa al Državno prvenstvo (il campionato nazionale) ed inoltre disputava la finale sottofederale contro la vincente del campionato provinciale.
La formula cambiò: tutte le vincitrici delle 8 sottofederazioni (Lubiana, Zagabria, Osijek, Subotica, Belgrado, Sarajevo, Spalato e Skopje), più le seconde classificate di Zagabria e Belgrado, accedettero al turno preliminare. Di queste 10 squadre, le due piazzatesi meglio nel Državno prvenstvo 1929 passarono direttamente al campionato nazionale, le altre 8 si sfidarono per gli ultimi 4 posti. Delle 10 squadre qualificate, due (le prime del Državno prvenstvo 1929: Hajduk Spalato e BSK Belgrado) vennero ammesse direttamente al campionato nazionale, le altre 8 vennero abbinate in sfide dirette per designare le altre 4 compagini ammesse.

## Struttura
I termini "in casa" e "in trasferta" non hanno senso perché pochi club avevano un proprio stadio. Tutte le partite sono state giocate negli unici 4 stadi di Zagabria: Koturaška cesta (del Građanski), Maksimir (del HAŠK), Tratinska cesta (del Concordia) e Miramarska cesta (del Viktorija e dello Željezničar).
| 1º livello | 1. razred | 8 squadre  |
| 2º livello | 2. razred | 10 squadre |
| 3º livello | 3. razred | 10 squadre |
| 4º livello | 4. razred | 8 squadre  |

## Classifica
|                   | Pos. | Squadra              | Pt | G  | V  | N | P  | GF | GS | QR    |
| ----------------- | ---- | -------------------- | -- | -- | -- | - | -- | -- | -- | ----- |
|                   | 1.   | HAŠK Zagabria        | 25 | 14 | 12 | 1 | 1  | 61 | 14 | 4,357 |
|                   | 2.   | Concordia Zagabria   | 24 | 14 | 12 | 0 | 2  | 77 | 16 | 4,812 |
|                   | 3.   | Građanski Zagabria   | 21 | 14 | 10 | 1 | 3  | 49 | 15 | 3,266 |
|                   | 4.   | Viktorija Zagabria   | 11 | 14 | 4  | 3 | 7  | 29 | 34 | 0,852 |
|                   | 5.   | Šparta Zagabria      | 11 | 14 | 5  | 1 | 8  | 18 | 45 | 0,400 |
|                   | 6.   | Sokol Zagabria       | 9  | 14 | 4  | 1 | 9  | 15 | 44 | 0,340 |
|                   | 7.   | Željezničar Zagabria | 8  | 14 | 3  | 2 | 9  | 22 | 41 | 0,536 |
|                   | 8.   | Croatia Zagabria     | 3  | 14 | 1  | 1 | 12 | 9  | 71 | 0,126 |
| Fonte: exyufudbal |      |                      |    |    |    |   |    |    |    |       |

Legenda:
  Partecipa alle qualificazioni al Državno prvenstvo 1930.
      Qualificato al Državno prvenstvo 1930 dopo le qualificazioni.
      Retrocessa nella divisione inferiore.
Note:
Due punti a vittoria, uno a pareggio, zero a sconfitta.

## Risultati

### Tabellone
|                   | HAŠ  | Con  | Gra  | Vik  | Špa  | Sok  | Žel  | Cro  |
| ----------------- | ---- | ---- | ---- | ---- | ---- | ---- | ---- | ---- |
| HAŠK              | –––– | 2-1  | 0-0  | 9-1  | 4-2  | 4-0  | 10-3 | 6-1  |
| Concordia         | 0-3  | –––– | 5-0  | 1-0  | 9-1  | 6-1  | 5-2  | 9-2  |
| Građanski         | 3-1  | 0-2  | –––– | 3-0  | 4-2  | 3-0  | 1-0  | 8-0  |
| Viktorija         | 2-3  | 3-8  | 3-1  | –––– | 2-0  | 6-0  | 1-1  | 1-1  |
| Šparta            | 0-3  | 0-9  | 2-3  | 2-1  | –––– | 1-1  | 1-0  | 2-0  |
| Sokol             | 0-3  | 2-11 | 1-2  | 2-1  | 0-2  | –––– | 2-1  | 5-1  |
| Željezničar       | 1-5  | 0-1  | 1-7  | 1-1  | 3-6  | 1-0  | –––– | 3-1  |
| Croatia           | 0-8  | 0-8  | 0-9  | 2-7  | 2-0  | 1-0  | 0-4  | –––– |
| Fonte: exyufudbal |      |      |      |      |      |      |      |      |

### Calendario
| 1ª giornata      |                         |     |
|                  |                         |     |
| 10 novembre 1929 | HAŠK - Viktorija        | 9-1 |
| 10 novembre 1929 | Concordia - Šparta      | 9-1 |
| 10 novembre 1929 | Sokol - Croatia         | 5-1 |
| 10 novembre 1929 | Građanski - Željezničar | 1-0 |

| 2ª giornata      |                     |     |
|                  |                     |     |
| 17 novembre 1929 | Viktorija - Šparta  | 2-0 |
| 17 novembre 1929 | Sokol - Željezničar | 2-1 |
| 17 novembre 1929 | Građanski - Croatia | 8-0 |
| 17 novembre 1929 | HAŠK - Concordia    | 2-1 |

| 3ª giornata      |                         |     |
|                  |                         |     |
| 24 novembre 1929 | Građanski - Sokol       | 3-0 |
| 24 novembre 1929 | Viktorija - Željezničar | 1-1 |
| 24 novembre 1929 | Concordia - Croatia     | 9-2 |
| 24 novembre 1929 | HAŠK - Šparta           | 4-2 |

| 4ª giornata      |                       |     |
|                  |                       |     |
| 1° dicembre 1929 | Concordia - Građanski | 5-0 |
| 1° dicembre 1929 | Viktorija - Sokol     | 5-0 |
| 1° dicembre 1929 | HAŠK - Croatia        | 6-1 |
| 1° dicembre 1929 | Šparta - Željezničar  | 1-0 |

| 5ª giornata     |                         |     |
|                 |                         |     |
| 8 dicembre 1929 | Viktorija - Croatia     | 1-1 |
| 8 dicembre 1929 | Šparta - Sokol          | 1-1 |
| 8 dicembre 1929 | Concordia - Željezničar | 5-2 |
| 8 dicembre 1929 | HAŠK - Građanski        | 0-0 |

| 6ª giornata      |                       |     |
|                  |                       |     |
| 15 dicembre 1929 | HAŠK - Sokol          | 4-0 |
| 15 dicembre 1929 | Građanski - Šparta    | 4-2 |
| 15 dicembre 1929 | Željezničar - Croatia | 3-1 |
| 15 dicembre 1929 | Concordia - Viktorija | 1-0 |

| 7ª giornata     |                       |      |
|                 |                       |      |
| 12 gennaio 1930 | Građanski - Viktorija | 3-0  |
| 12 gennaio 1930 | Concordia - Sokol     | 6-1  |
| 12 gennaio 1930 | HAŠK - Željezničar    | 10-3 |
| 19 gennaio      | Croatia - Šparta      | 2-0  |

| 8ª giornata   |                       |      |
|               |                       |      |
| 22 marzo 1930 | Željezničar - Croatia | 4-0  |
| 22 marzo 1930 | Concordia - Sokol     | 11-2 |
| 22 marzo 1930 | HAŠK - Šparta         | 3-0  |
| 22 marzo 1930 | Viktorija - Građanski | 3-1  |

| 9ª giornata   |                         |     |
|               |                         |     |
| 30 marzo 1930 | Concordia - Šparta      | 9-0 |
| 30 marzo 1930 | Građanski - Croatia     | 9-0 |
| 30 marzo 1930 | HAŠK - Sokol            | 3-0 |
| 30 marzo 1930 | Viktorija - Željezničar | 1-1 |

| 10ª giornata  |                       |     |
|               |                       |     |
| 6 aprile 1930 | HAŠK - Željezničar    | 5-1 |
| 6 aprile 1930 | Concordia - Viktorija | 8-3 |
| 6 aprile 1930 | Šparta - Croatia      | 2-0 |
| 25 maggio     | Građanski - Sokol     | 2-1 |

| 11ª giornata   |                         |     |
|                |                         |     |
| 27 aprile 1930 | Građanski - Šparta      | 3-2 |
| 27 aprile 1930 | Croatia - Sokol         | 1-0 |
| 25 maggio 1930 | Concordia - Željezničar | 3-0 |
| 25 maggio 1930 | HAŠK - Viktorija        | 3-2 |

| 12ª giornata   |                         |     |
|                |                         |     |
| 4 maggio 1930  | Šparta - Sokol          | 2-0 |
| 4 maggio 1930  | Viktorija - Croatia     | 7-2 |
| 15 giugno 1930 | Građanski - Željezničar | 7-1 |
| 15 giugno 1930 | HAŠK - Concordia        | 2-0 |

| 13ª giornata   |                       |     |
|                |                       |     |
| 18 maggio 1930 | Concordia - Građanski | 2-0 |
| 18 maggio 1930 | Sokol - Željezničar   | 1-0 |
| 18 maggio 1930 | Šparta - Viktorija    | 2-1 |
| 18 maggio 1930 | HAŠK - Croatia        | 8-0 |

| 14ª giornata  |                      |     |
|               |                      |     |
| 1° giugno     | Sokol - Viktorija    | 2-1 |
| 8 giugno 1930 | Concordia - Croatia  | 8-0 |
| 8 giugno 1930 | Željezničar - Šparta | 6-3 |
| 22 giugno     | Građanski - HAŠK     | 3-1 |

## Provincia

### I župa— Sussak
```
Semifinale:    Viktorija Sušak - 
Orijent
                 4-2												
Finale:        Viktorija Sušak - Val Crikvenica          ritiro Val
```

### II župa— Karlovac
```
   Squadra                         G   V   N   P   GF  GS  Q.Reti  Pti
1  Građanski Karlovac              4   4   0   0   26  2   13,000  8	
2  
ŠK Karlovac
                     4   2   1   1   10  9   1,111   5									
3  Viktorija Karlovac              4   1   2   1   6   9   0,667   4									
4  Olimpija Karlovac               4   1   1   2   4   10  0,400   3									
5  
Duga Resa
                       4   0   0   4   4   20  0,200   0
```

### III župa— Brod na Savi
```
   Squadra                         G   V   N   P   GF  GS  Q.Reti  Pti									
1  
Marsonia
                        4   3   0   1   19  8   2,375   6									
2  Sokol Brod                      4   3   0   1   13  10  1,300   6									
3  Jedinstvo Brod                  4   2   0   2   14  12  1,167   4									
4  Brodski ŠK                      4   2   0   2   12  16  0,750   4									
5  Slavonija Brod                  4   0   0   4   0   12  0,000   0
```

### IV župa— Varaždin
```
Finale:        VŠK Varaždin - 
ČSK Čakovec
	         2-3
```

### V župa— Bjelovar
```
Semifinale:    
BGŠK Bjelovar
 - Slaven Bjelovar          10-1												
Finale:        KGŠK Križevci - 
BGŠK Bjelovar
             4-0
```

### VI župa— Sisak
```
Semifinali:    Slavija Sisak - 
Segesta
                   5-2												
               Borac N. Gradiška - Unitas N. Gradiška    ritiro Unitas	
Finale:        Slavija Sisak - Borac Nova Gradiška       2-1 
(
dts
)
```

### VII župa— Velika Gorica
```
Semifinale:    Svaičić Petrinja - Olimp Velika Gorica    2-3												
Finale:        Olimp Velika Gorica - 
Samobor
             1-0
```

### VIII župa— Banja Luka
```
   Squadra                         G   V   N   P   GF  GS  Q.Reti  Pti
1  Balkan Banja Luka               4   3   1   0   7   2   3,500   7									
2  
Krajišnik
                       4   3   0   1   11  3   3,667   6									
3 
Borac Banja Luka
                4   2   0   2   5   4   1,250   4									
4  Olimp Banja Luka                4   1   1   2   6   8   0,750   3									
5  Progres Banja Luka              4   0   0   4   0   12  0,000   0
```

### IX župa— Bosanska Krajina
```
Semifinale:    
Sloboda B. Novi
 - Slavija Prijedor        7-1												
Finale:        
Sloboda B. Novi
 - Sana Sanski Most        ritiro Sana
```

### X župa— Daruvar
```
Finale:        Graničar Ɖurđevac - DONK Daruvar          2-0
```

### Finali provinciali
```
Primo turno:   Graničar Ɖurđevac - 
ČSK Čakovec
           2-3												
Secondo turno: KGŠK Križevci - 
Orijent
                   2-1												
               Slavija Sisak - 
Sloboda B. Novi
           1-0												
Terzo turno:   
ČSK Čakovec
 - KGŠK Križevci               5-1												
               Slavija Sisak - Olimp Velika Gorica       6-0												
Quarto turno:  Slavija Sisak - 
ČSK Čakovec
               3-2												
Semifinali:    Slavija Sisak - Građanski Karlovac        2-1												
               
Marsonia
 - Balkan Banja Luka              8-2												
Finale:        
Marsonia
 - Slavija Sisak                  2-0
```

## Finale sottofederale
| Squadra 1     | Risultato | Squadra 2 |
| ------------- | --------- | --------- |
| HAŠK Zagabria | 3 – 1     | Marsonia  |